# Sagae (Yamagata)
Sagae (寒河江市 Sagae-shi?) es una ciudad localizada en la prefectura de Yamagata, Japón. En octubre de 2018 tenía una población de 40.417 habitantes y una densidad de población de 291 personas por km². Su área total es de 139,03 km².

## Geografía

### Municipios circundantes
- Prefectura de Yamagata
  - Murayama
  - Tendo
  - Kahoku
  - Ōe
  - Nishikawa
  - Nakayama
  - Ōkura

## Demografía
Según datos del censo japonés, la población de Sagae se ha mantenido estable en los últimos años.
| Año del censo | Población |
| ------------- | --------- |
| 1995          | 42.805    |
| 2000          | 43.379    |
| 2005          | 43.625    |
| 2010          | 42.373    |
| 2015          | 41.256    |